# Edward de Bono
Edward Charles Francis Publius de Bono (St. Julian's Bay, Malta Británica, 19 de mayo de 1933-Malta, 9 de junio de 2021) conocido como Edward de Bono, fue un prolífico escritor, médico, psicólogo, filósofo y profesor universitario maltés, egresado de la Universidad de Oxford, entrenador e instructor en el tema del pensamiento. Es tal vez más famoso por haber acuñado el término «pensamiento lateral» en sus libros The use of Lateral Thinking (1967) y Lateral Thinking (1970), desarrollado posteriormente en  Seis sombreros para pensar (1985).

## Habilidades y actitudes de exploración
De Bono creó varias herramientas para mejorar las habilidades y actitudes de exploración, como son el «P.N.I» (Positivo, Negativo, Interesante), «CTF» (Considerar todos los factores) y «CyS» (Consecuencias y Secuelas). Muchas de ellas se basan en la premisa de que debe enseñarse a pensar explícita e intencionalmente, tal y como defiende al separar las posibles formas de pensar por colores y concretarlas en distintos «sombreros», los cuales pueden usarse para actuar según el objetivo de cada uno de ellos:
- Sombrero blanco: es un sombrero para pensar de manera más objetiva y neutral posible.
- Sombrero rojo: para expresar nuestros sentimientos, sin necesidad de justificación.
- Sombrero negro: para ser críticos de una manera precavida y pensar por qué algo no podría salir bien.
- Sombrero amarillo: a diferencia del sombrero negro, con este se intenta buscar los aspectos positivos sobre una determinada situación u hecho.
- Sombrero verde: abre las posibilidades creativas y está íntimamente relacionado con su idea de pensamiento lateral o divergente.
- Sombrero azul: es el que controla al resto de los sombreros; controla los tiempos y el orden de los mismos.

## Obra publicada
Los libros que De Bono publicó incluyen:
- The Use of Lateral Thinking (1967), que introdujo el término «pensamiento lateral»
- The Five-Day Course in Thinking (1968,) que introdujo el juego L
- The Mechanism of the Mind (1969)
- Lateral Thinking (1970)
- The Dog-Exercising Machine(1970)
- La vida de whisto (1971)
- Practical Thinking (1971)
- Lateral Thinking for Management (1971)
- Po: Beyond Yes and No (1972)
- Children Solving Problems (1972)
- Eureka!: An Illustrated History of Inventions from the Wheel to the Computer (1974)
- Teaching Thinking (1976)
- The Greatest Thinkers (1976)
- Wordpower (1977)
- The Happiness Purpose (1977)
- Future Positive (1979)
- Atlas of Management Thinking (1981)
- De Bono's Course in Thinking (1982)
- Tactics: The Art and Science of Success (1985)
- Conflicts (1985)
- Masterthinker's Handbook (1985)
- Six Thinking Hats (1985)
- I Am Right You Are Wrong: From This to the New Renaissance: From Rock Logic to Water Logic (1990)
- Serious Creativity: Using the Power of Lateral Thinking to Create New Ideas (1992), que es la suma de sus muchas ideas acerca de la creatividad.
- How to Have A Beautiful Mind (2004)

También es autor de numerosos artículos en revistas arbitradas y otros, incluyendo The Lancet y Clinical Science.